# Korpa Tamás
Korpa Tamás (Szendrő, 1987–) költő, kritikus, szerkesztő.

## Élete és munkássága
Évek óta publikál a legkülönfélébb irodalmi folyóiratokban, többek között az Alföld, Bárka, Jelenkor, Hitel, Mozgó Világ és a Látó jelentette meg írásait. A szépirodalmi mellett kritikusi tevékenysége is jelentős. A Debreceni Egyetem és a Hatvani István Szakkollégium hallgatója, az Alföld Stúdió tagja. 2006-ban a sárvári Diákírók, Diákköltők írótáborának első díjasa, vers kategóriában. 2012-ben az erdélyi Látó folyóirat debüt-díját nyerte el vers kategóriában.

### Önálló kötetei
- Egy híd térfogatáról; Fiatal Írók Szövetsége, Bp., 2013 (FISZ-könyvek)
- Inszomnia, Pesti Kalligram Kiadó, Bp., 2016
- KAF-olvasókönyv. Válogatott kritikák, tanulmányok Kovács András Ferenc költészetéről; szerk. Korpa Tamás, Mészáros Márton, Porczió Veronika; FISZ, Bp., 2017 (Minerva könyvek)
- A magyar falu poétikái; szerk. Korpa Tamás, Pataki Viktor, Porczió Veronika; Fiatal Írók Szövetsége, Bp., 2018 (Minerva Könyvek)
- A lombhullásról egy júliusi tölggyel; Kalligram, Bp., 2020

### Részvétel antológiákban
- Szép versek (Magvető Könyvkiadó, 2013)
- Szép versek (Magvető Könyvkiadó, 2009) ISBN 9789631427202
- Az év versei (Magyar Napló Könyvkiadó, 2009)
- Az év versei (Magyar Napló Könyvkiadó, 2008)

## Elismerései
- „Pro Urbe Szendrő” Díj (2010)[1]
- OTDK Humán Tudományi Szekció, 1. helyezett (Kortárs magyar irodalom)[2]
- Juhász Géza-díj (2012)
- Látó-nívódíj, debüt (2012)
- a Sárvári Diákírók, Diákköltők írótáborának első díjasa, vers kategóriában (2006)
- Sziveri János-díj (2021) [3]

## Írószervezeti tagságok
- József Attila Kör (2009–)
- Fiatal Írók Szövetsége (2012–)

## Költészete
„Lírikusként Korpa Tamás szenvedélyes feljegyzője az összehangzásoknak, melyek szándéktalanul jelentkeznek játék közben, mikor a költő magára hagyja a nyelvet, hogy helyette érezzen, gondolkozzék." (Oláh Szabolcs)

## Művei
Online
- verse a Jelenkorban
- verse a Mozgó világban
- verse a Hitelben[halott link]
- kritikái a Látóban Archiválva 2008. május 1-i dátummal a Wayback Machine-ben